# Reststoffkostenrechnung
Reststoffkostenrechnung bezeichnet ein Verfahren zur Bewertung unerwünschter Kuppelprodukte, die bei einem betriebswirtschaftlichen Wertschöpfungsprozess anfallen. Hierbei werden neben festen Abfällen auch Abwasser, Abluft, Abwärme und Verpackungen mit einbezogen.

## Ursprung und Bedeutung
Aufgrund steigender Entsorgungskosten für betriebliche Reststoffe entstand Mitte der 1990er Jahre der Ansatz der Reststoffkostenrechnung. Ein Modellprojekt der Kunert AG in Immenstadt sollte das Unternehmen auf einen effizienteren Materialeinsatz und damit auf die Reduzierung der betrieblichen Reststoffmengen hinweisen. Die in Betrieben von Reststoffen verursachten Kosten können in folgende Kategorien unterteilt werden:
- Kosten der Herstellung von Reststoffen (im Einkauf bezahlt, gelagert, transportiert sowie vor Anfall meist noch bearbeitet)
- Kosten der Entsorgung von Reststoffen (nach Behandlung/Aufbereitung zum Beispiel durch „End-of-pipe“-Technologien, Wiedereinsetzen im Betrieb oder Weiterverkauf an Dritte)

Reststoffkosten stellen ein Bindeglied zwischen Umweltschutz und Kosten dar und sind Ausdruck nicht wertschöpfenden Aufwands, da sie ein Produkt in keiner Weise wertvoller machen und somit vom Kunden nicht honoriert werden. Der Betrieb hingegen zahlt doppelt.

## Vorgehen
Um eine Transparenz der Reststoffflüsse zu erhalten, müssen alle Material- und Energieflüsse in allgemeiner Form dargestellt werden. Reststoffkosten werden dann im Rahmen der Kostenartenrechnung erfasst und in Prozess- und Produktbilanzen verrechnet. Wichtige Elemente der Reststoffkostenrechnung:
1. Erfassung der Reststoffkosten
  - Ermittlung der im Betriebsabrechnungsbogen enthaltenen Reststoffkosten, einschließlich der Kosten für Wasser und Abfall
  - Ermittlung der Reststoffkosten aus der Anlagenbuchhaltung, d. h. Abschreibungen für Umweltschutzanlagen, Lohn- und Gehaltskosten für Mitarbeiter zu deren Bedienung
  - Ermittlung der Reststoffkosten für Materialverluste und Ausschuss[2]
2. Zuordnung der Kosten zu Stoffen, Kostenstellen und -trägern sowie Einsatzmaterialien
3. Auswertung der Reststoffkosten

Da die Reststoffkostenrechnungen mehrere betriebliche Aufgaben- und Teilbereiche ansprechen, haben sie ein breites Anwendungsspektrum. Gemeinsam mit der Berechnung für z. B. Verpackungsmanagement, Ausbeuteoptimierung, Qualitäts- und Energiemanagement lässt sich die Reststoffkostenrechnung zu einer einheitlichen kostenrechnerischen Systematik zusammenfassen.

## Ziele und Nutzen
Bei der Reststoffkostenrechnung ist zwischen werks- und produktbezogenem Umweltmanagement zu unterscheiden. Reststoffkosten werden für das werksbezogene Umweltmanagement ermittelt, das sich vor allem mit der Vermeidung, Verwertung und Beseitigung von Reststoffen beschäftigt, während beim produktbezogenen Design, Materialauswahl und Rücknahme im Vordergrund steht. Die Reststoffkostenrechnung zielt nicht nur darauf ab, Reststoffmengen zu senken, sondern auch Kostensenkungs- und Umweltentlastungspotentiale zu nutzen. Deshalb ist sie in besonderem Maße geeignet, ökonomische und ökologische Auswirkungen eines wirkungsvollen Materialeinsatzes zu verdeutlichen. Der Reststoffkostenrechnung kommt mit der Transparenz der Kosten eine große Bedeutung in der umweltorientierten Investitionsrechnung eines Unternehmens zu.

## Bedeutung
Die Praxisrelevanz der Reststoffkostenrechnung ist vor allem für größere Unternehmen mit höheren und damit kostenintensiveren Reststoffmengen von großer Bedeutung. Aufgrund besserer Transparenz und Steuerungsmöglichkeiten führen viele Unternehmen die Rechnung allerdings nur in einzelnen Reststofffraktionen durch. Denn die Erhebung der Mengen und Kosten und deren Zuordnung auf Kostenstellen und -träger setzt eine solche Transparenz, vor allem der Ressourcenverbräuche und Emissionen voraus. Wegen des hohen Erfassungsaufwandes können die erforderlichen Produkt- und Prozessbilanzen nur dann umgesetzt werden, wenn die Struktur nicht zu komplex und die Anzahl der Materialflüsse nicht zu hoch ist. Explizit berechnet werden die Materialflussmengen jedoch nicht. Daher sollte, im Hinblick auf ein umfassendes Umweltkostenmanagement, der Fokus auch auf über die mit den betrieblichen Reststoffen verbundenen Flussmengen hinausgehenden ökologischen Kriterien liegen.